# Salão da Motocicleta
O Salão da Motocicleta é um evento bienal realizado a desde 2008 na cidade de São Paulo. 
É realizado juntamente com o Salão das Motopeças, evento este mais antigo, e conta com a organização do grupo Megacycle em parceria com Emerson Fittipaldi, reconhecido no meio automobilístico e outros esportes a motor.
Enquanto este evento bienal ocorre apenas nos anos pares, o Salão Duas Rodas ocorre nos anos ímpares.

## Cronologia
- 2017: Na 14ª edição, foi realizada pela primeira vez no São Paulo Expo (14 a 19 de novembro).[2]
- 2019: A 15ª edição do salão.